# Berti (Volk)
Die Berti sind eine afrikanische Ethnie im Westen des Sudan, deren Siedlungszentrum in den Tabago-Hügeln von Nord-Darfur liegt. Ein weiteres Siedlungsgebiet befindet sich nach einer Wanderungsbewegung im 19. Jahrhundert im Westen Kurdufans. Ihre Gesamtzahl beträgt einige zehntausend Menschen.

## Lage
Das Gebiet der Berti liegt im Distrikt Mellit nördlich von al-Faschir, der größte Ort heißt ebenfalls Mellit. Nordöstlich der Stadt liegt an der ganzjährig befahrbaren Erdstraße der kleinere Ort Sayyah, weiter nordöstlich führt diese Straße zu den vulkanischen Tabago-Hügeln, die mit relativ fruchtbaren Böden zwischen etwa 700 und 1000 Meter hoch sind. Der größte Teil der Bevölkerung lebt in den umgebenden Dörfern, außerhalb dieses Siedlungsstreifens erstreckt sich nach allen Seiten Wüste mit alten Sanddünen oder Trockensavanne. Der Jahresniederschlag beträgt im Durchschnitt 300 Millimeter und fällt in drei Monaten ab Juli.
Die meisten Berti leben verstreut in kleinen Siedlungen mit teilweise weniger als 100 Einwohnern. Die Gehöfte sind kreisförmig oder annähernd quadratisch und von einem Zaun aus Hirsestroh umgeben. Darin befinden sich ein bis drei aus Ziegel gemauerte Rundhäuser, deren Kegeldächer mit Hirsestroh oder Gras gedeckt sind, und einige Unterstände mit Flachdächern auf Pfosten.
Das gesamte Gebiet war im anhaltenden Darfur-Konflikt mehrfach umkämpft. Im November 2007 waren Mellit und Sayyah Regierungsgarnisonen, in den Dörfern patrouillierten Einheiten der SLA. Laut der Aussage des Stammesführers der Berti, Sadiq al Mellih Ahmadai, vom Oktober 2006 ist sein Volk unbeteiligt zwischen die Fronten geraten.
Ein weiteres Siedlungsgebiet liegt im Südosten von Darfur um die Orte Umm Keddadda (östlich von al-Faschir) und Taweisha (nördlich von Ed Daein). Dorthin sind Ende des 18. Jahrhunderts viele Berti als Teil einer allgemeinen Wanderungsbewegung vom Norden in den Osten Darfurs ausgewandert. Kleinere Kolonien wurden um 1900 bei Um Ruwaba in den Nuba-Bergen und in Gedaref gegründet, einige Berti fanden in der Mitte des 20. Jahrhunderts Arbeit im Dschazira-Projekt.

## Wirtschaft
Auf regenbewässerten Feldern werden im Hackbau verschiedene Hirsearten, Erdnüsse, Sesam und Okra zur Selbstversorgung angepflanzt. Verek-Akazien, deren Gummisaft vermarktet wird, gedeihen wild oder in Plantagen. Das dazwischen angepflanzte Karkadeh kann ebenfalls exportiert werden. Benötigt eine Familie zusätzliche Arbeitskräfte, zum Beispiel für den Hausbau, werden Verwandte oder Nachbarn mobilisiert, die mit Hirsebier verköstigt werden. Reiche Haushalte stellen arme Berti oder Meidob an, um die Felder zu ernten oder das Vieh zu hüten.
Rinder und Ziegen werden während der Regenzeit im Dorf, in der Trockenzeit um Wasserstellen auf der Weide gehalten. Kamele und Schafe verbleiben ganzjährig außerhalb des Dorfes. Die Weideflächen für Großvieh sind seit langem zu einer gerichtlich und handgreiflich zu klärenden Landfrage geworden und müssen im Streit mit den umliegenden Volksgruppen wie den Zayyadia, Meidob oder Kababisch (letzteres sind arabische Nomaden aus Nord-Kurdufan) abgegrenzt werden.
Herstellung und Gebrauch von Töpferwaren ist Frauenarbeit. Eine Spezialität der Berti sind Tongefäße, die nach dem Brennen mit Graphitpaste (kangal) für den Marktverkauf bemalt werden.

## Geschichte
Berti siedeln möglicherweise seit Mitte des 16. Jahrhunderts in Darfur, falls das in der damaligen Reisebeschreibung des Giovanni Lorenze d’Anania bei der Stadt Uri (nahe Ain Farah) im damaligen Tunjur-Reich von Nord-Darfur erwähnte Volk Saccae der früheren Eigenbezeichnung der Berti Siga entspricht. Mitte des 18. Jahrhunderts wurde das Siedlungsgebiet der Berti dem Sultanat von Darfur einverleibt, das zur selben Zeit den Islam als Staatsreligion einführte. Gemessen daran, dass das 1795 von Sultan Abd al-Rahman eingeführte Verbot von Hirsebier (allgemein im Sudan Merisa) kaum Beachtung fand – Bier wurde sogar von den Frauen in seinem Palast weiterhin gebraut, war der Islam noch nicht tief im Volk angekommen. Sufi-Heilige, die zugleich Händler waren, kamen ab dem 18. Jahrhundert aus dem ägyptischen Ort Asyut auf einer Handelsroute, genannt Darb el arba'in (arabisch: „40-Tages-Route“), die weiter ins südliche Darfur führte. Sufi-Bruderschaften (Tariqa) gab es, anders als weiter östlich in Sudan, nicht vor Ende des 19. Jahrhunderts.
Die ebenfalls Berti genannte Sprache, die neben dem Zaghawa zu den Ost-Saharischen Sprachen gehört ist ausgestorben, da die Berti den in Darfur gesprochenen Dialekt der arabischen Sprache angenommen haben. Bis um 1960 war die alte Sprache zumindest noch teilweise verständlich, vermutlich war sie noch bis Anfang des 20. Jahrhunderts weit verbreitet. Einige Sprachlaute des Berti, die sonst im Arabischen nicht vorkommen, haben überlebt, beispielsweise η, ferner einige Wörter wie beispielsweise baghū, wie das Hirsebier heißt, und dūlaη für den Tontopf, in dem das Bier aufbewahrt wird.

## Religion und Kultur

### Lokale Tradition des Islam
Die Berti sind Anhänger eines besonderen volksislamische Glaubensvorstellungen enthaltenden sunnitischen Islam der in Sudan üblichen malikitischen Rechtsschule. Im Gegensatz zu den Zaghawa, mit deren islamischer Religion lokale Traditionen verschmolzen sind, unterscheiden die Berti sprachlich zwischen āda (Mehrzahl: awāid), „Gewohnheit“ und dīn, „Religion“ genannten Praktiken. Das lokale Gesetz (āda) wird als Hilfsquelle der Schari'a verstanden. Traditionen, die dem Islam nicht völlig zuwiderlaufen, sind konfliktfrei im Alltagsglauben integriert. Gegenüber den allgemeinen Vorschriften des Islam (Sunna) sprechen die Berti von ihrem Gewohnheitsrecht als Sunna Berti. Davon unterscheiden sich die awāid, die nicht als Bestandteile des Koran oder der Hadithen gesehen werden und die dennoch für die meisten Berti keinen Glaubenskonflikt bedeuten. Wie es bei anderen sudanesischen Volksgruppen – in vielen muslimischen Gesellschaften in Afrika allgemein – üblich ist, werden die islamischen Pflichten von den Männern, die traditionellen Rituale eher von den Frauen gepflegt. Die Rituale werden in diese zwei Klassen geteilt. Berti nehmen an kollektiven Ritualen eher teil, als dass sie von Einzelnen zu praktizierende Glaubensgebote befolgen. Der Fastenmonat Ramadan ist daher eine von der Gemeinschaft eingehaltene und intensiv erlebte religiöse Pflicht. Männer halten sich strikt daran, Frauen etwas weniger.
Jedes Dorf hat eine Moschee, die im einfachsten Fall aus einem flachen, mit Stroh gedeckten Dach besteht, das von Holzpfosten getragen und von einer niedrigen Umfassung aus Dornenbüschen abgegrenzt wird. Der islamische Glaube ist mehr auf kollektiver, denn auf individueller Ebene angekommen. Die beiden islamischen Jahresfeste Id al Fitr und Id ul Adha werden von der gesamten erwachsenen Bevölkerung begangen, die täglichen Gebete dagegen kaum durchgeführt. Allgemein beten nur die fūgarā (Plural von faki, einfacher Islamgelehrter) fünfmal täglich. Abdullahi Osman El-Tom schätzt, dass weniger als fünf Prozent der Berti Koranschulen besuchen und zwischen ein und zwei Prozent der Bevölkerung fūgarā sind.
Freitagsgebete werden nicht in allen Dörfern abgehalten, da hierfür 13 Gläubige erforderlich sind, die auch in Dörfern mit 300 bis 400 Einwohnern normalerweise nicht zusammenkommen. Islamische Gebote werden zur Beibehaltung gewisser Rituale und Gewohnheiten elastisch interpretiert. So ist nach wie vor das leicht alkoholische Hirsebier nicht nur Getränk, sondern durch seinen Stärkegehalt auch ein Hauptnahrungsmittel. Der lange Weg nach Mekka wird als Entschuldigung für die nicht unternommene Pilgerreise (Haddsch) angegeben. Der Besuch eines Heiligenschreins in der Umgebung dient dafür als Ersatz. Es gibt nur wenige Schreine eines Sufi-Heiligen (allgemein qubba), da die islamische Heiligenverehrung keine große Rolle spielt. Die qubbas werden meist von kinderlosen Frauen oder Kranken besucht.
Der Ursprungsmythos der Berti kennt einen weisen Fremden, Muhammad Yanbar (Yanbar: „mit großem Turban“) als Urvater der Abstammungslinie. Auf ihn lassen sich alle Herrscher zurückführen. Mit seinen direkt vom islamischen Gott empfangenen übernatürlichen Kräften gelang es ihm als erstes, den Hunger im Land und seinen Gegner, den bisherigen Urmenschen der Berti, den Riesen Namudu zu vertreiben. Es ist eine Bekehrungsgeschichte: Die Weisheit hat ihren Ursprung in Mekka. Mit der Bekehrung zum Islam musste die Arabisierung der Vorfahren als Voraussetzung für die Übernahme der neuen arabischen Kultur einhergehen.

### Faki
Im Dorf lebt mindestens ein Islamgelehrter (faki) der für das Wohlergehen der Gemeinschaft und die Durchführung religiöser Rituale zuständig ist. Dazu gehören für den Dorf-Faki (faki al-hilla) die Leitung von Hochzeiten und Begräbnissen und die Durchführung von Regenzauber. Dürre wird als ein Zeichen Gottes für Gier, Selbstsüchtigkeit und mangelnden Respekt für Ältere angesehen. Fūgarā sollen auch Vögel von den Feldern abhalten, ebenso schayātīn und dschinn (Plural dschūnun) von den Dörfern. Sie fertigen meist nach Auftrag Amulette, die von den Berti stets bei sich getragen werden und die handgeschriebene astrologische Formeln, einige der 99 Namen Allahs oder sonstige religiöse Texte enthalten. Koransuren und andere religiöse Formeln werden vom faki beidseitig auf eine hölzerne Tafel geschrieben, der Text wird dann mit Wasser abgewaschen, und das gesammelte Heilwasser (mihāi) wird gegen Krankheiten, Unfruchtbarkeit, für gute Geschäfte und als Schutz vor übler Nachrede getrunken. Bei einer Epidemie, Dürre, Heuschreckenplage oder Buschfeuer bedarf es großer Gegenmaßnahmen. Der ganze Koran muss abgewaschen werden, wozu der faki al-hilla einige fūgarā aus den Nachbardörfern einlädt, die den Koran in der Dorfmoschee abschreiben. Die Macht des Korans kommt zur Entfaltung, wenn das Wasser von der gesamten Dorfbevölkerung getrunken worden ist.
Mittels Wahrsagen versucht der faki, verschwundenes oder gestohlenes Vieh zu finden oder die mögliche Antwort des Mädchens auf ein Heiratsangebot vorherzusagen, er gibt über das Befinden entfernt lebender Verwandter Auskunft und schätzt den wirtschaftlichen Erfolg von Marktgeschäften ein. Die meisten Männer kennen für einfache Fragen die ramul (von ramla, „Sand“) genannte Methode, bestimmte mit dem Finger in den Sand gedrückte Punkte zu interpretieren. Nur dem faki steht für schwierige Aufgaben das sagit al-kitāb („Herleiten aus dem Buch“) zur Verfügung, bei dem er mit astrologischen Formeln (Kombination von Zahlen und Buchstaben) operiert, die sich in seiner persönlichen religiösen Zitatensammlung (umbatri) befinden. Fūgarā werden wegen ihrer islamkundlichen Kenntnisse und ihrer magischen Fähigkeiten geachtet und respektiert, geschätzte fūgarā können durch ihre Tätigkeit zu Wohlstand gelangen.
Fūgarā trinken selbst keinen Alkohol, respektieren aber den allgemeinen toleranten Umgang mit Hirsebier; häufig braut auch die Frau eines faki Hirsebier für sich, ihre Kinder und für Gäste des Hauses. Insgesamt sind Gewohnheitsrituale ein zentrales Element der Berti-Identität, der soziale Druck der Mehrheitsgesellschaft sorgt für die Lebendigkeit der Traditionen.

### Rituale
Bei ihren Ritualen interessiert die Berti in erster Linie das zu erzielende, nützliche Ergebnis, sie sorgen sich weniger um deren Funktionsweise oder Bedeutung. Die wichtigsten religiösen Rituale der Berti-Gesellschaft sind Opfer (karama) zu verschiedenen Anlässen, die als Ausdruck des islamischen Glaubens verstanden werden. Alles Unglück wird als Zeichen gedeutet, dass Gott verärgert ist. Also wird von jedem Dorf etwa alle zwei Monate ein karama für eine gute Ernte, für baldigen Regen oder zur Vermeidung von Krankheiten veranstaltet. Geopfert wird auf dem Platz vor der Moschee meist ein junger Ochse, gelegentlich auch ein Schaf oder eine Ziege. Der Schlachter, der nicht unbedingt ein faki sein muss, spricht dreimal die islamische Eröffnungsformel Basmala. Er tötet das Tier, das mit Wasser aus einem Tonkrug übergossen und damit rituell gereinigt wird. Anschließend wird das Tier nach einem speziellen Plan restlos in Portionen zerlegt, die den einzelnen Haushalten zugeteilt werden. Reicht das Fleisch nicht aus, um an alle verteilt zu werden, wird es am Ort gemeinsam verspeist.
Alles was mit Schlachtung zusammenhängt gehört in den Bereich der Männer. Es gibt Rituale, die von Männern und solche, die von Frauen durchgeführt werden. Zu den Männerritualen gehört auch die „Öffnung“ eines Brunnens am Beginn der Trockenzeit. Wenn die flachen Tümpel, die als Viehtränken gedient haben, ausgetrocknet sind, wird in trockenen Flussbetten ein (tiefer) Brunnen gegraben. Bei dem als lokales Gesetz (āda) klassifizierten Opferritual singt ein Mann von der Westseite des Brunnens nach Osten gerichtet Koranverse. Andere Männer binden Kürbisse und Melonen an Holzpfosten um den Brunnen. Auf der Westseite wird eine Ziege geopfert, deren Blut in den Brunnen fließen soll. Erst danach darf Wasser aus dem Brunnen genommen werden.
Frauenrituale, zu denen die Männer keinen Zugang haben, betreffen Aussaat, Ernte und das Dreschen auf dem Dreschplatz, der sich zwischen den Feldern befindet. Es geht symbolisch um Fruchtbarkeit und den Geschlechtergegensatz.
In zahlreichen Ritualen werden Zweige der Wüstendattel (hajlid) verwendet. Ein hoffnungslos Kranker kann zu zwei hajlid-Bäumen gebracht werden, die in Ost-West-Richtung eng beieinander stehen. Beide Stämme werden mit Milch begossen, während der Patient von einem Helfer gestützt jeweils siebenmal um die Bäume herumgeführt wird. Bei Bedarf wird die Aktion nach sieben Tagen wiederholt. Der hajlid gilt als der wirkmächtigste aller Bäume, als Bestandsgarantie des Lebens. Seine Macht kann auch verwendet werden, um einen Feind mittels Hexerei (sihir) zu töten. Der Magier geht, wiederum nachdem Milch an den Stamm geschüttet wurde, siebenmal gegen den Uhrzeigersinn um den Baum und bleibt in Blickrichtung Süden stehen, der Richtung des Todes (Friedhöfe werden südlich der Dörfer angelegt). Er beginnt mit dem Ruf „Allahu Akbar“, danach folgt der Fluch. Zur Illustration dieser Qualitäten wird angegeben, dass die Früchte des hajlid Blut in Wasser verwandeln könnten. Der Baum darf nicht gefällt werden. Der hajlid-Kult war möglicherweise bereits vor Einführung des Islam in Darfur verbreitet.

### Rolle der Geschlechter
Es gibt zwar, wie in islamisierten Gegenden üblich, einen für Frauen abgeteilten Bereich innerhalb des Gehöftes (sudanarabisch ḥōsh ḥarīm). Dennoch nehmen Frauen auch außerhalb am gesellschaftlichen Leben teil. Feldarbeit, Verkauf auf dem Markt und Wasserholen sind Tätigkeiten, die Männer und Frauen gleichermaßen verrichten.
Die Gesellschaft ist patrilinear organisiert. Eine Verwandtschaft über die väterliche Linie gilt als nahestehender. Die Reaktion unmittelbar nach der Geburt eines Kindes fällt unterschiedlich aus. Ist es ein Junge, wird er gefeiert als gisma kabir („großes Geschenk“), unter dem Ausruf von „Allahu Akbar“ schießen die Männer in die Luft. Bei der Geburt eines Mädchens hingegen verhalten sich die Männer still und die Frauen stimmen ein zagharat („lautes Gejammer“) an. Damit wird nicht nur umgehend das Ereignis der Geburt, sondern auch das Geschlecht des Kindes an die Nachbarschaft übermittelt. Die Plazenta wird im Fall einer Mädchengeburt im Westen des nach Süden gerichteten Hauseinganges, bei einem Jungen östlich davon vergraben und mit einem hajlid-Zweig gekennzeichnet. Osten gilt als bevorzugte Richtung, da hier Mekka liegt.
Aufgrund männlicher Dominanzvorstellung gehen Männer üblicherweise den Frauen voraus und essen zuerst. Frauen akzeptieren dieses Modell, indem sie es, quasi aus Bequemlichkeit, als einen männlichen Mythos rechtfertigen, der ihnen in anderen Bereichen eine „reale“ Macht zu behalten erlaubt. Es gibt im traditionellen Zusammenleben eine Abhängigkeit der Männer von den Frauen, die durch bestimmte Handlungstabus bestimmt wird: Dreschen und Hirsestampfen ist Frauenarbeit, die nicht von Männern getan werden darf. Feldarbeit ist Männern nur in Ausnahmefällen möglich, sie sollten dabei nicht von Frauen gesehen werden. Bierbrauen und Hirsebrei Kochen ist für Männer undenkbar. Folglich wären sie in einem Einzelhaushalt ohne Frau nicht überlebensfähig, da Bier zwar auf dem Markt gekauft werden kann, gekochte Nahrung aber nicht. Das weibliche Monopol der Essenszubereitung stellt eine Machtquelle der Frauen dar. Die wenigen Frauen, die auf dem Markt Bier verkaufen, werden von der Mehrheit der Frauen verachtet, da sie die weibliche Solidarität gegenüber den Männern untergraben. Bierverkäuferinnen leben meist allein und verfügen nur über diese Einkommensquelle.
Allgemein ist der Gebrauch von Feuer Frauensache. Zu den Ausnahmen gehören die Zubereitung des Opfertieres und das Abbrennen der Felder nach der Ernte durch Männer, die hierfür glühende Holzkohle aus dem Haus der Frau nehmen. Die Frauen stellen also das Feuer zur Verfügung. Schmiede haben in vielen traditionellen Gesellschaften wegen des Gebrauchs von Eisen und Feuer eine Außenseiterrolle und leben am Rand der Siedlung. Bei den Berti-Männern ist es dagegen die Eigenschaft des Feuers als zum Bereich der Frauen gehörend, weshalb diese Tätigkeit üblicherweise nicht von ihnen, sondern von Zaghawa ausgeübt wird.
Der symbolische Ausdruck des Erwachsenenstatus ist der eigene Haushalt. Im Alter bleiben die Berti in ihrem Haus, sie leben nicht bei den Kindern. Bereits mit der Heirat der Kinder geben die Eltern Eigentum und damit Einflussmöglichkeiten ab, mit der Erwartung, dadurch im Alter von den anstrengenden Arbeiten entlastet zu werden. Die Tochter erhält Land und ein paar Tiere, die meisten Tiere gehen an den Sohn. Die Plantagen der Verek-Akazien werden nur an den Sohn übertragen, da sich aus ihnen das meiste Geld erwirtschaften lässt. Die frühe Übertragung von Eigentum befreit von Generationskonflikten.
Praktisch jedes Mädchen der Berti wird beschnitten. Die Notwendigkeit hierfür wird aus dem Koran abgeleitet.

### Übergänge
Das Weltbild der Berti ist durch das Gegensatzpaar Innen–Außen geprägt. Von großer Bedeutung sind zahlreiche Übergangsrituale, die diese räumlich festgelegte Barriere sicher überwinden helfen und Übergangsrituale in der biografischen Entwicklung des Menschen.
Zu letzteren gehört der mit der Heirat vollzogene Übergang vom Mädchen (binei) zur Frau (mara), der einen sozialen Aufstieg bedeutet. Wird die Frau geschieden oder stirbt ihr Mann, kann sie als Alleinstehende einen Haushalt weiterführen und behält ihren durch die Ehe erworbenen Status als azaba (Geschiedene) bei. Anders der Mann: Er verliert nach der Trennung seinen Status und fällt auf die Stufe eines Jugendlichen zurück, falls er nicht erneut eine Frau in seinen Haushalt aufnimmt.
Die räumlichen Übergänge beziehen sich auf das Verhältnis von Dorf (hilla) / innen / Kultur / relative Sicherheit zu der Welt außerhalb (khala) / Natur / Gefahr. Außen lauern direkte physische Gefahren durch Schlangen und Hyänen, aber auch durch die eher harmlosen Geister (dschūnun) und die gefährlichen schayātīn. Der Glaube an schayātīn ist besonders ausgeprägt, sie werden als größte Gefahr außerhalb des Dorfes vorgestellt. Sie sollen zahlreicher als Menschen sein, unterhalb und oberhalb der Erde leben und sich an Brunnen, auf Felsen, im Schatten kleiner Bäume und an Ameisenhügeln versammeln. Am aktivsten sind sie um die Mittagszeit und nach Sonnenuntergang. Die schayātīn verweisen auf ihre vorislamische Herkunft.
Am gefährlichsten ist der Grenzübergang zwischen beiden Welten, weshalb es für beide Richtungen Rituale zu befolgen gibt. Das erste individuelle Ritual für ein Kind wird frühestens 40 Tage nach seiner Geburt durchgeführt, wenn es zum Brunnen, zum Sammeln von Feuerholz (ebenfalls exklusiv Frauenarbeit) oder auf das Feld gebracht werden soll. Jedes Mal kommen in einem Ritual, dessen Zweck es ist, den jeweiligen Ort zu einem sicheren Platz zu erklären, gekochte Hirse, Hirsebier und Wasser zum Einsatz.
Wie es Rituale in der Bewegungsrichtung von innen nach außen gibt, müssen auch in umgekehrter Richtung Rituale stattfinden, um nicht äußere Gefahren einzuschleppen. Wenn die Sparren für ein neues Haus (bētu) gesetzt sind und bevor das Dach gedeckt wird, besprengen es Frauen mit Wasser und Hirsebier. Beim Hausneubau für ein frisch verheiratetes Paar sollte noch vorsichtiger vorgegangen werden. Es sollte am besten aus dem Abbruch alter Häuser im Dorf errichtet werden, damit kein Material verwendet werden muss, das direkt von außen (khala) stammt. Aufwendige symbolische Rituale regeln den Einzug der Braut, die Ordnung der alltäglichen Abläufe von Schlafen, Kochen, Hirse mahlen wird etappenweise eingeführt.
Krankheiten werden häufig mit traditionellem Verständnis betrachtet. Habbōba (oder habboaba) ist eine unsichtbare mystische Figur, die Kindern Masern bringt. Es ist ein Wesen aus dem gefährlichen Bereich des khala, das in das Dorf eindringen kann, falls durch das Nichtbeachten einer Regel die Grenze offen ist. Es muss also die Grenze rituell wiederhergestellt werden, damit habbōba geht und die Krankheit daraufhin verschwindet. Solange wird habbōba mit Respekt behandelt. Wurde die Krankheit ausreichend mit einer bestimmten Diät (deren Hauptbestandteil wiederum Hirsebier ist) behandelt, wird das Kind am siebten Tag rituell mit Wasser gewaschen. Dieses vom Brunnen außerhalb gebrachte Wasser darf nicht wie üblich mit dem Esel, sondern muss auf dem Kopf oder mit einem Kamel heransportiert worden sein. Nach der Waschung ist habbōba aus dem Haus verabschiedet.